# Kanadische Büffelbeere

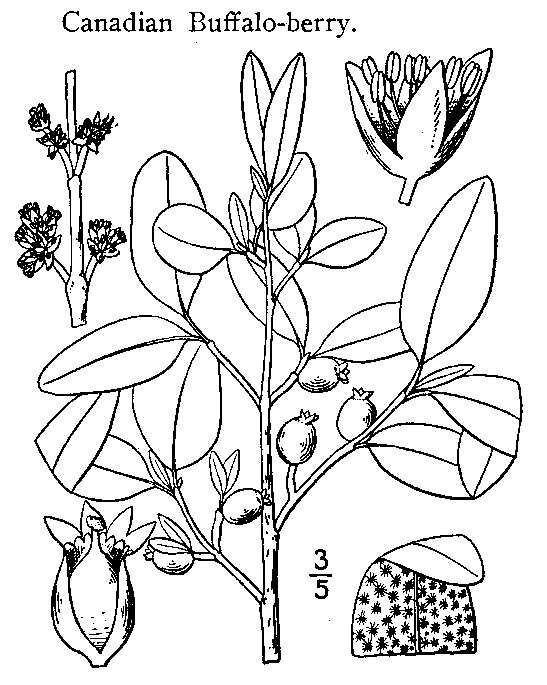
Illustration von Nathaniel Lord Britton aus dem Jahre 1913

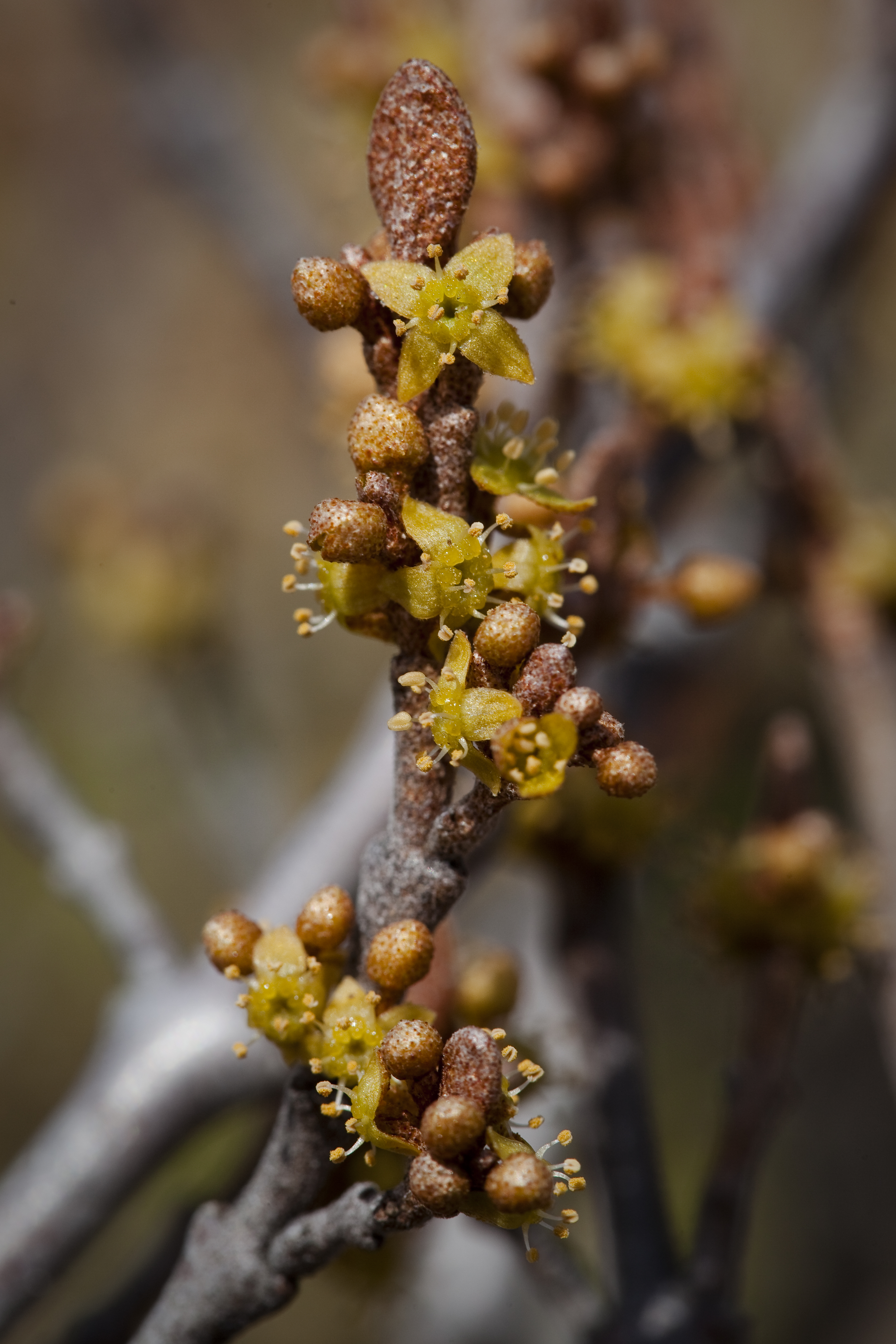
Männlicher Blütenstand

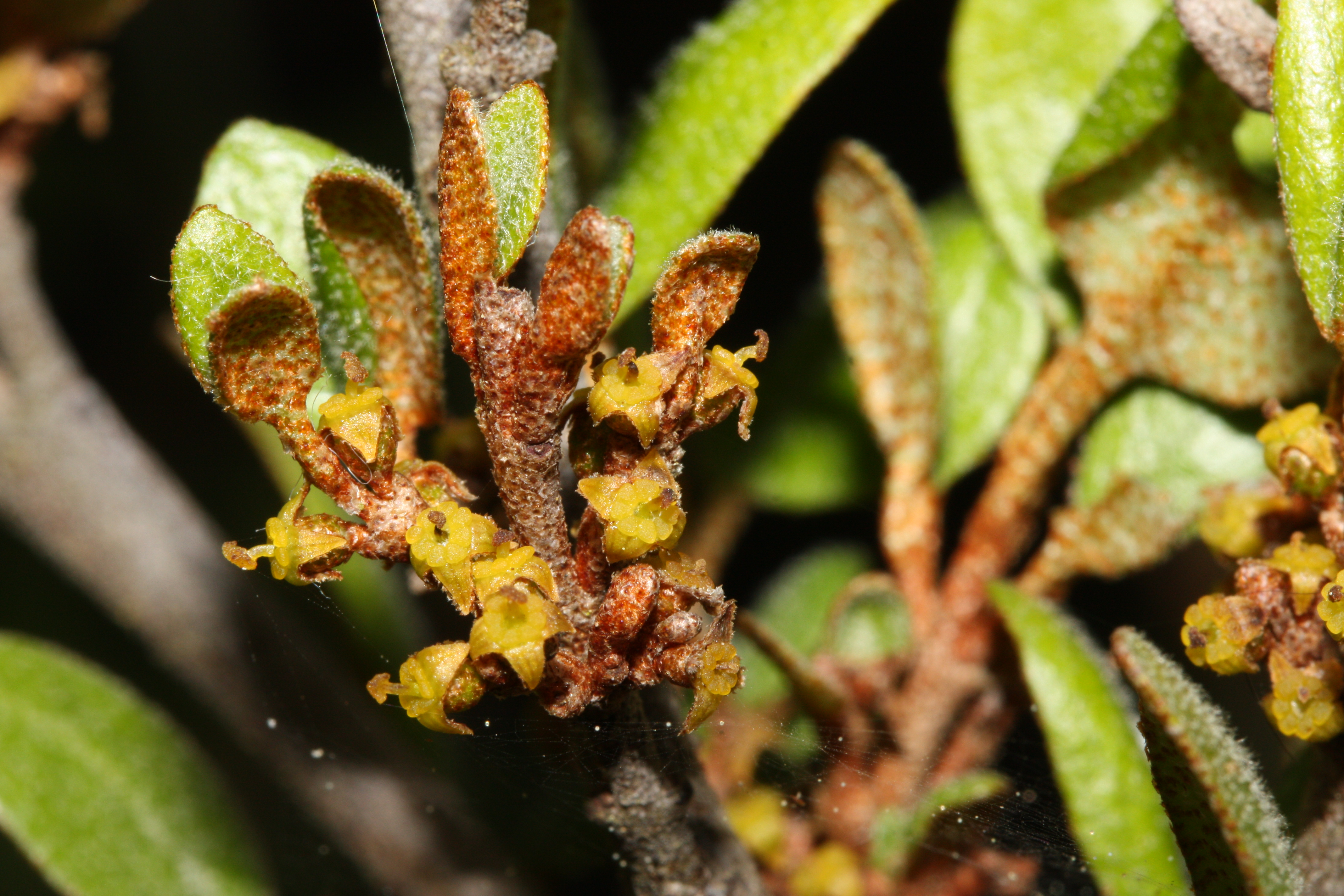
Weibliche Blüten

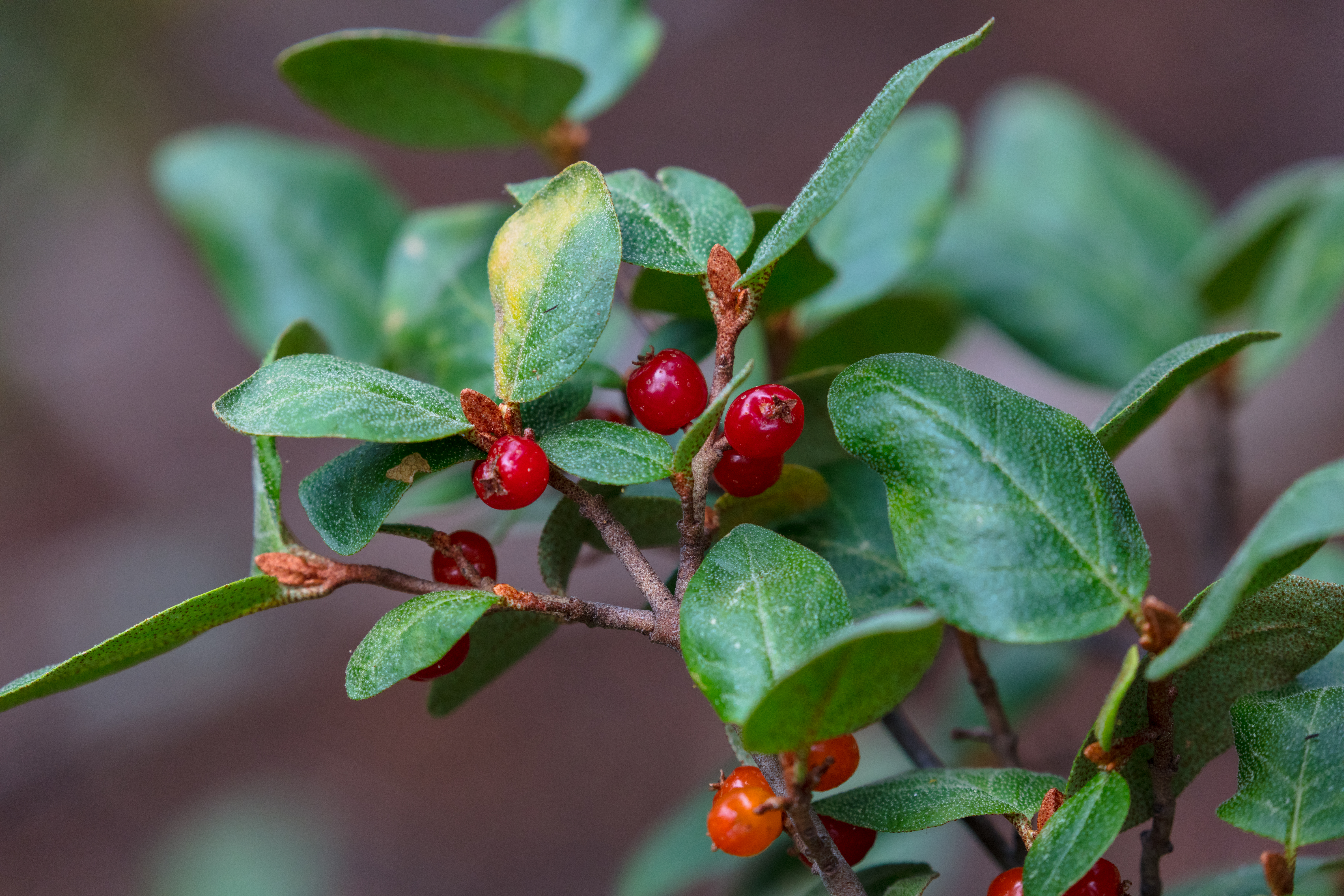
Fruchtstand

Die Kanadische Büffelbeere (Shepherdia canadensis) ist eine der drei Arten, die zur Gattung der Büffelbeeren gehört. Die Kanadische Büffelbeere ist ein Strauch der in offenen, lichten Wäldern und Buschland im nördlichen Nordamerika gefunden wird. In Alaska findet man den Strauch häufig. Sie trägt kleine, rote Früchte mit bitterem Geschmack.

## Beschreibung
Die Kanadische Büffelbeere ist ein laubabwerfender Strauch, der Wuchshöhen von 1 bis 4 Meter erreicht. Die dünnen Zweige sind mit rötlich-braunen Schuppen besetzt. Die Wurzeln besitzen, wie bei den anderen Büffelbeeren auch, Verdickungen mit Knöllchenbakterien (Frankia), die Stickstoff fixieren können. Die gegenständig angeordneten, kurz gestielten Laubblätter sind eiförmig bis elliptisch. Der kurze, schuppige Blattstiel ist rinnig. Die Blätter sind bis 6,5 Zentimeter lang, ganzrandig, stumpf bis rundspitzig, oberseits grün, leicht bis schwach kurz behaart, unterseits blasser sowie kurz, weißlich-silbrig behaart mit auffälligen braunen Schuppen. Die Nebenblätter fehlen.
Die Blütezeit reicht von April bis Juni. Die Kanadische Büffelbeere ist meist zweihäusig diözisch. Die duftenden Blüten erscheinen achselständig einzeln oder in kurzen Büscheln und Trauben. Die weiblichen Blüten erscheinen meist einzeln, die männlichen einzeln oder zu wenigen. Die eingeschlechtlichen und sitzenden bis kurz gestielten, kleinen Blüten sind gelb-grün, mit einfacher Blütenhülle, die Kronblätter fehlen. Es ist ein rostig beschuppter, bei den männlichen Blüten kleiner, flacher, bei den weiblichen größerer, becherförmiger Blütenbecher vorhanden. Die dreieckigen, außen rostig-schuppigen Kelchblätter sind zurückgelegt. Die männlichen Blüten besitzen 8 kurze Staubblätter, die weiblichen einen mittelständigen, einkammerigen Fruchtknoten mit kurzem Griffel und schräger Narbe. Es ist jeweils ein gelappter Diskus vorhanden.
Die Blüte entwickelt sich zu einer beerenähnlichen, leicht schuppigen Frucht, wobei das Fruchtfleisch vom Blütenbecher gebildet wird (Scheinfrucht), der eine einsamige, schwarze, glatte, eiförmige Achäne in einem häutigen Perikarp umschließt. Die rundlichen bis eiförmigen, etwa 6–8 Millimeter großen Früchte mit Kelchresten sind orange oder rot, es existiert auch eine Form mit gelben Früchten (Shepherdia canadensis f. xanthocarpa Rehd.). Die Früchte reifen von Juni bis August.
Die Chromosomenzahl beträgt 2n = 22.

Verbreitung der Kanadischen Büffelbeere (Shepherdia canadensis)

## Verbreitung
Die Kanadische Büffelbeere hat ein großes Verbreitungsgebiet im nördlichen Nordamerika. Im Norden kommt sie in Kanada und Alaska noch nördlich des Polarkreises vor. Nach Südosten bildet die US-Kanadische Grenze ungefähr ihre südliche Verbreitungsgrenze, nach Südwesten kommt sie allerdings in den höheren Lagen der Rocky Mountains noch wesentlich weiter südlich vor und erreicht Arizona und New Mexico. Höhenlagen bis 3400 Meter werden besiedelt.
Die Standorte der Kanadischen Büffelbeere liegen im Unterwuchs von lichten Nadelwäldern, etwa mit Felsengebirgs-Tanne (Abies lasiocarpa), Gelb-Kiefer (Pinus ponderosa), Weiß-Fichte (Picea glauca), Douglasie (Pseudotsuga menziesii), Küsten-Kiefer (Pinus contorta), Engelmann-Fichte (Picea engelmannii), und in Waldgemeinschaften mit Amerikanischen Zitterpappeln (Populus tremuloides). Die Böden, auf denen diese Büffelbeere wächst, sind meist skelettreich und reichen von sandig über schottrig bis felsig. Nährstoffarme Böden kann die Kanadische Büffelbeere gut besiedeln, dort bildet sie viele Wurzelknöllchen, um Stickstoff zu sammeln.

## Ökologie
Die Blätter werden von Maultierhirschen, Weißwedelhirschen und Elchen gefressen. Dickhornschafe nutzen vor allem den frischen Austrieb. Haustiere wie Rinder und Pferde verschmähen die Kanadische Büffelbeere meist. Büffelbeeren sind außerdem Nahrungspflanze einiger Schmetterlinge, beispielsweise Coleophora elaeagnisella.
Die Früchte werden häufig von Bären gefressen. Im Yukon stellt die Kanadische Büffelbeere die wichtigste Frucht in der Ernährung der Grizzlybären dar. Auf Basis von Grizzlybärenkot wurde geschätzt, dass einzelne Individuen bis zu 200.000 Früchte täglich fressen. Sie spielen eine wesentliche Rolle in der Zeit, wenn die Bären ihre Fettdepots für die Überwinterung aufbauen. Auch Schwarzbären und Raufußhühner fressen die Früchte.
Nach Bränden schlägt die Kanadische Büffelbeere aus dem Wurzelstock wieder aus. Sie kann so Feuer gut überstehen und profitiert von dem dadurch gelichteten Kronendach.

## Verwendung
Die Früchte der Kanadischen Büffelbeeren spielten eine Rolle in der Ernährung von indigenen Völkern, die auf dem Gebiet des heutigen Kanada sammelten. Der Gebrauch dieser Früchte ist vor allem von den Nlaka'pamux und den Secwepemc überliefert, die im Gebiet des heutigen British Columbia siedelten. Die bitteren Beeren wurden nicht direkt gegessen, sondern zu Sxusem verarbeitet. Dabei wurden die Beeren mit süßen Früchten vermischt und die zermuste Mischung der Beeren stark geschlagen, um den typischen Schaum der Sxusem-Speise zu erzeugen. Der Schaum entsteht aufgrund der in den Büffelbeeren enthaltenen Saponine. In großen Mengen zu sich genommen können solche Saponine beim Menschen Magenirritationen auslösen. Die indigenen Völker, bei denen Sxusem jedoch eine Rolle spielte, schrieben der Mischung gesundheitsfördernde Eigenschaften zu. Der Geschmack von Sxusem ist bittersüß – nicht unähnlich einem gesüßten Kaffee.
Durch den Saponingehalt können die Beeren auch als natürliche Seife verwendet werden, weshalb die Pflanze im englischen Sprachgebrauch auch als Soapberry bekannt ist (nicht zu Verwechseln mit Pflanzen der Gattung Sapindus, die ebenfalls so bezeichnet werden).
Aus verschiedenen Pflanzenteilen wurde durch Kochen ein medizinisch verwendeter Sud hergestellt.
Die Kanadische Büffelbeere kann verwendet werden, um gestörte Flächen wieder zu begrünen und Erosion zu verhindern. Über Wurzelstecklinge ist eine gärtnerische Vermehrung möglich, die Pflanzen wachsen auch auf Rohböden gut an und verbessern durch ihre Fähigkeit, Stickstoff zu sammeln, die Fruchtbarkeit des Bodens. Gelegentlich wird die Kanadische Büffelbeere als Ziergehölz verwendet.

## Belege
- Leslie A. Viereck, Elbert L. Little Jr.: Alaska Trees and Shrubs. Agriculture Handbook No. 410, USDA, 1972, S. 194 f.
- Tom Reaume: 620 Wild Plants of North America. University of Regina, 2009, ISBN 978-0-88977-214-4, S. 283.
- Crystal J. Walkup (1991): Shepherdia canadensis bei Fire Effects Information System, (online), U.S. Department of Agriculture, Forest Service, Rocky Mountain Research Station, Fire Sciences Laboratory.
- Scott C. Walker: Shepherdia Nutt.: buffaloberry. (PDF) Abgerufen im April 2023 (englisch).
- Soopolallie (Shepherdia canadensis). (PDF) Ministry of Forests and Range, British Columbia, abgerufen am 13. August 2009.